# وفيات 2021
قائمة لأبرز وفيات سنة 2021 حسب الأشهر.

## الوفيات حسب الشهر
- وفيات يناير 2021
- وفيات فبراير 2021
- وفيات مارس 2021
- وفيات أبريل 2021
- وفيات مايو 2021
- وفيات يونيو 2021
- وفيات يوليو 2021
- وفيات أغسطس 2021
- وفيات سبتمبر 2021
- وفيات أكتوبر 2021
- وفيات نوفمبر 2021
- وفيات ديسمبر 2021